# Thirza
Thirza, auch Tirza oder Tirzah, ist ein hebräischer weiblicher Vorname.

## Herkunft und Bedeutung
Die genaue Etymologie des Namens Tirza (hebräisch תִּרְצָה) ist nicht geklärt. Möglicherweise stammt er von der Wurzel רצה „sie hat Wohlgefallen“ oder „Gott hat Wohlgefallen“. Eine andere Herleitung sieht die Wurzel des Namens bei TRṢ: „richtig“, „in Ordnung sein“. Als dritte Option kommt die Bedeutung „Schönheit“ in Frage.

## Verbreitung und Varianten
Der Name Tirza ist in Deutschland sehr selten und wird überwiegend in christlichen Kreisen vergeben. Die Häufigkeit wird mit etwa 0,001 % aller Mädchen angegeben (Stand: 2022). Die Varianten Thirza, Tirzah und Thirzah sind noch seltener.

## Bekannte Namensträgerinnen
- Tirza, biblische Gestalt; jüngste Tochter Zelofhads
- Thirza Bruncken (* 1958), deutsche Regisseurin
- Tirzah Haase (* 1959), deutsche Schauspielerin und Chanson-Sängerin